# Polonia Varsovia
El Polonia Varsovia (en polaco: Polonia Warszawa) es un club deportivo de la ciudad de Varsovia, en Polonia. Fue fundado en 1911 y es la institución deportiva más antigua de la capital polaca. Su equipo de fútbol milita actualmente en la I Liga, la segunda categoría del fútbol polaco. El Polonia Varsovia dispone igualmente de varias secciones deportivas, destacando la de baloncesto, que ganó el campeonato de Polonia en 1959, y las secciones de ajedrez, atletismo y natación, en que Bartosz Kizierowski comenzó su carrera.

## Historia

### Fundación y primeros años
El club se fundó en 1911, como resultado de la unión de diversos equipos escolares. Su fundador fue el capitán Wacław Denhoff-Czarnocki. Su nombre proviene de la forma latina del nombre del país, Polonia, comúnmente usada para hablar de las comunidades polacas fuera del país. En esos años, Varsovia estaba dominada por Rusia, y el nombre era un homenaje a la patria perdida. Además, los colores del club, rojo y blanco, hacen referencia a la bandera polaca, mientras que el negro se vincula al sentimiento de tristeza por la ocupación extranjera.

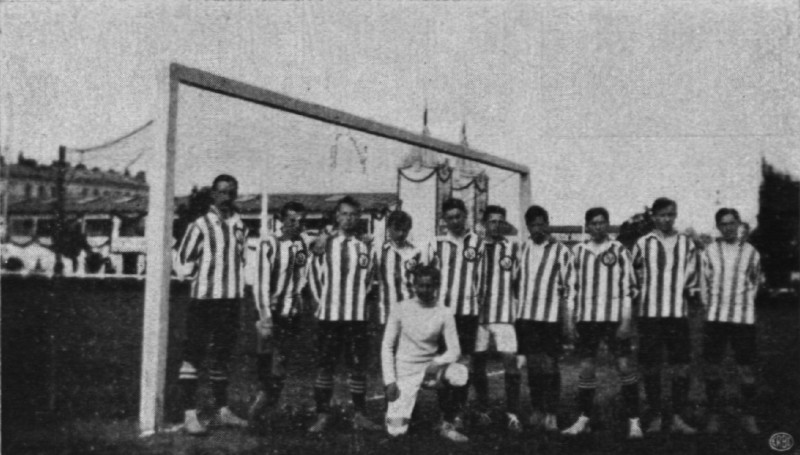
Alineación del Polonia en 1912.

### El periodo de entreguerras

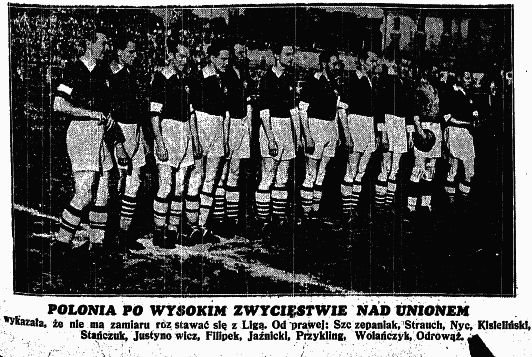
Imagen del equipo antes de un partido en 1939.

En la primera temporada del campeonato de fútbol polaco, el Polonia Varsovia terminó en segunda posición. En esos años, el Polonia era el equipo favorito de los ciudadanos varsovianos. En los años 30, era uno de los clubs más poderosos de Polonia junto al KS Cracovia, con figuras destacadas que jugaron en la selección como Jerzy Bulanow, Władysław Szczepaniak, Erwin Nyc and Henryk Jaźnicki. Entre 1925 y 1928 tuvo lugar la construcción del primer estadio, el Estadio Municipal Kazimierz Sosnkowski.

### La época comunista
En 1946 ganó su primera liga polaca, tras vencer en el partido final al AKS Chorzów. El partido se disputó en el campo de su máximo rival, el Legia de Varsovia, ya que su estadio había quedado destruido durante la Segunda Guerra Mundial. Seis años más tarde, en 1952, el club alzó su primera Copa de Polonia.
A pesar de estos éxitos iniciales, los años de la época comunista no fueron muy buenos para el Polonia, ya que deambuló cuarenta años entre la segunda y tercera división. Con la formación de un nuevo Estado socialista en Polonia, el gobierno del Partido Obrero Unificado Polaco intentó eliminar cualquier vínculo con los años anteriores a la guerra, vinculando cada club de fútbol con un patrocinador, como el ejército, la armada, la industria minera, etc. La suerte del Polonia fue unida a la de la Compañía Nacional del Ferrocarril, entidad con escasos recursos. Este hecho, junto con la mala gestión de sus directivos, quienes preferían invertir en el Lech Poznań, provocaron el mal rumbo del Polonia.
Además, eran años de mucha inmigración a Varsovia, con la llegada de gente poco vinculada en la capital, que apoyaron en su mayoría al Legia, que competía en la primera división polaca y que contaba con mayor solvencia económica al ser el equipo del ejército.

### Retorno a la Ekstraklasa
En la temporada 1992/93, el Polonia ascendió a la Ekstraklasa, permaneciendo únicamente un año antes de descender de nuevo a Segunda División. Sin embargo, en la temporada 1995/96 volvió a subir a la Ekstraklasa, iniciando una etapa breve pero exitosa. En la temporada 1999/2000, los Camisas Negras consiguieron su segundo título de Liga, además de la Copa de la Liga y la Supercopa en la siguiente temporada. En 2000/2001 lograron avanzar en la primera ronda calificatoria de la Liga de Campeones de la UEFA, al vencer al Dinamo de Bucarest, pero no pudieron acceder a las fases de liga, al perder contra el Panathinaikos en la segunda eliminatoria. A pesar de su eliminación de la Liga de Campeones, el Polonia disputó la primera ronda de la Copa de la UEFA, perdiendo ante el Udinese Calcio por un 0-3 global. Asimismo, en esa temporada levantaron su segunda Copa de Polonia.
Durante la primera mitad de la década de los 2000, el Polonia Varsovia se convirtió en un habitual en la parte media de la tabla, fichando a jugadores de prestigio como Tomasz Wieszczycki, Tomasz Kiełbowicz o el nigeriano (y posteriormente naturalizado polaco) Emmanuel Olisadebe. Después del fallecimiento de Jan Raniecki, presidente del club hasta 2006, comenzó la búsqueda de un nuevo propietario.

### La era J.W.

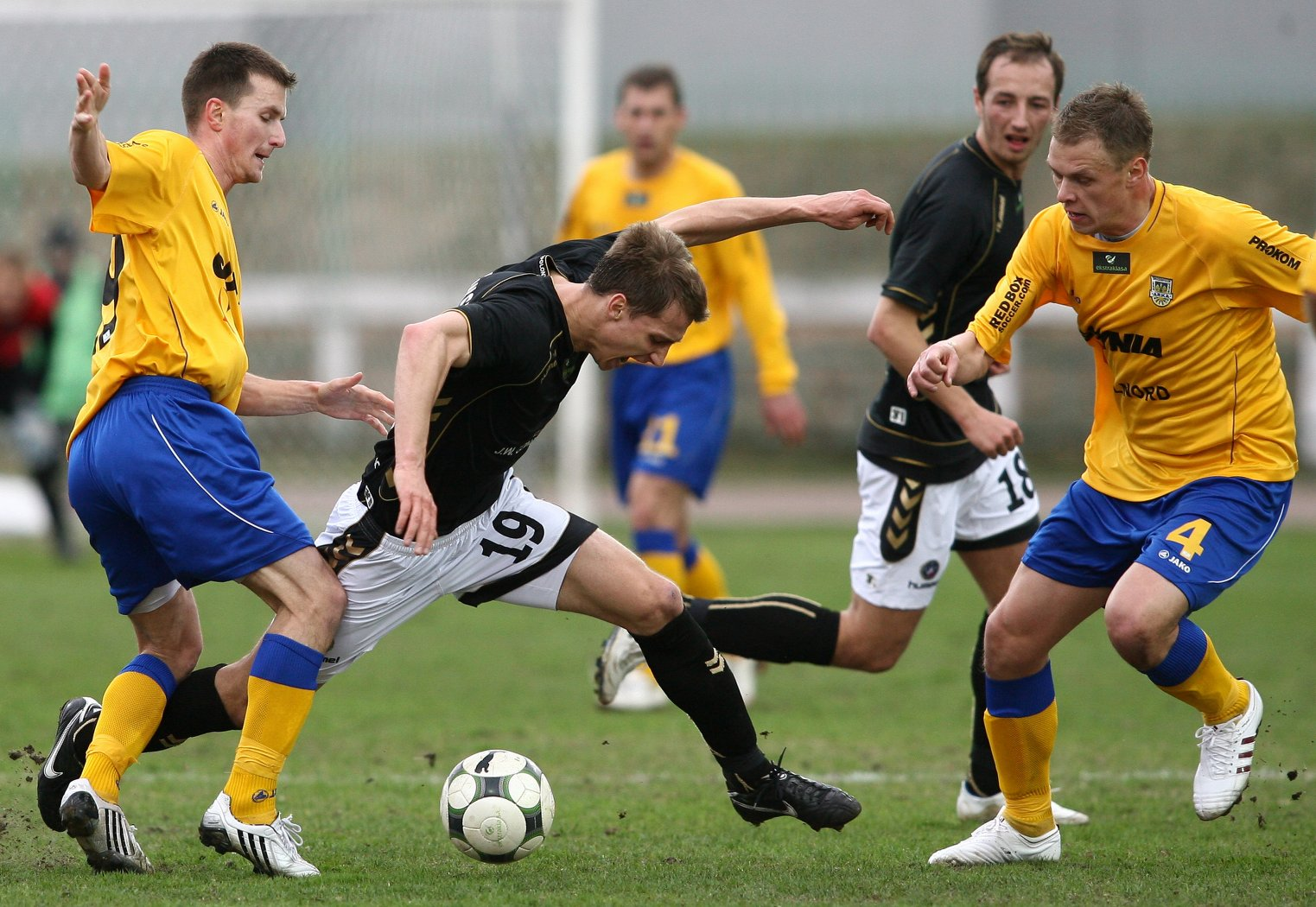
Partido del Polonia Varsovia contra el Arka Gdynia, 2010.

El 2006 fue un año de muchos cambios para el Polonia. La familia Raniecki, que había heredado el club, no estaba interesada en dirigir y patrocinar a Polonia, por lo que comenzó la búsqueda de un nuevo propietario. Finalmente, se vendió el equipo a J.W. Construction, una de las constructoras inmobiliarias más grandes del país. Parecía que el Polonia podría aspirar a cotas muy altas, sin embargo, los planes de los nuevos propietarios se desbarataron al bajar a Segunda División pocos meses después. En las dos siguientes temporadas, el Polonia estuvo cerca de subir a la Ekstraklasa, pero no logró su objetivo. Tras varias decepciones, en julio de 2008 el club fue fusionado con el Dyskobolia Grodzisk Wielkopolski. El presidente del Polonia, Józef Wojciechowski, compró todos acciones del Dyskobolia a su proprietario, Zbigniew Drzymała, y asumió los jugadores del Dyskobolia y su puesto en la Ekstraklasa.
En la última temporada, 2008-09, el Polonia se afianzó en la élite del fútbol polaco de la mano de José Mari Bakero, al clasificarse en cuarta posición, y conseguir la clasificación para la primera ronda de la nueva UEFA Europa League. Dos años más tarde el club celebraría su centenario, fortaleciendo la plantilla con la llegada de jugadores de renombre como Euzebiusz Smolarek y Artur Sobiech. En la temporada 2012-13, bajo la dirección de Czesław Michniewicz, el Polonia Varsovia termina en sexto lugar, quedándose fuera de competiciones europeas. Concluida la temporada, Józef Wojciechowski decidió retirarse del fútbol por completo, cediendo el club a Ireneusz Król en julio.

### Caída y resurrección

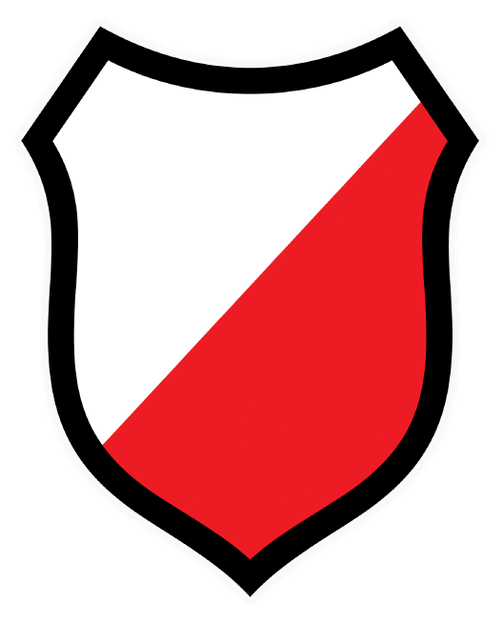
Logo del club entre 2013 y 2015.

Tras la marcha de Wojciechowski se produjo un éxodo masivo de jugadores, con más de quince jugadores del Polonia abandonando el equipo. Muchos de ellos recalaron en el GKS Katowice, club en el que había invertido previamente Ireneusz Król, nuevo presidente de la entidad varsoviana. En un principio todo apuntaba a una fusión entre el club silesio y el Polonia, aunque nunca se llegó a concretar. A mitad de temporada, el nuevo propietario resultó ser financieramente poco fiable; los retrasos en los pagos de los contratos motivaron la salida de más de la mitad de su primer equipo, y casi todos los jugadores de alto precio se fueron como agentes libres a otros clubes de la máxima categoría como el Lech Poznań o al Legia.
A pesar de los esfuerzos de los aficionados por recuperar el control del club para saldar las deudas con los nuevos patrocinadores y asegurar la supervivencia del Polonia, Król no estaba interesado. El 28 de mayo de 2013, el equipo pierde su licencia para competir en la siguiente temporada en la Ekstraklasa debido a una deuda pendiente de alrededor de 8 millones de złotys polacos; poco después, pierde su lugar en las filas de la Asociación Polaca de Fútbol (PZPN). El 17 de junio de 2013, Ireneusz Król se declaró en quiebra. Debido a las circunstancias, y aunque el club terminó en sexta posición en esa temporada, el Polonia Varsovia fue descendido administrativamente hasta la IV Liga, quinto nivel del fútbol polaco.
Durante los próximos siete años, el Polonia juega en el nivel de liga más bajo en sus 101 años de historia. Ni siquiera Jerzy Engel, quien había dirigido al club en los años setenta y principios de los 2000, pudo encauzar las finanzas del club, gravemente deterioradas. El equipo varsoviano ascendió a la III Liga, cuarta división polaca, disputando el ascenso con el segundo equipo de su eterno rival, el Legia de Varsovia. Durante su periplo por el fútbol semiprofesional, el 5 de marzo de 2020 se anunció que el empresario franco-polaco Grégoire Nitot adquirió el Polonia Varsovia. Nitot hizo pública su intención de devolver al Polonia a la máxima categoría para 2029.

## Estadio
El Estadio Municipal del General Kazimierz Sosnkowski (en polaco: Stadion Miejski im. gen. Kazimierza Sosnkowskiego), también conocido como Stadion Polonii Warszawa (inglés: Polonia Varsovia Stadium) se sitúa en la calle Konwiktorska n.º 6, Muranów (distrito de Śródmieście). El estadio se construyó originalmente en 1928, aunque la grada este se modernizó por completo en el año 2004. Actualmente tiene 7.150 asientos. El estadio del Polonia Varsovia se utilizó como campo de entrenamiento para la Eurocopa 2012 celebrada en Polonia y Ucrania.

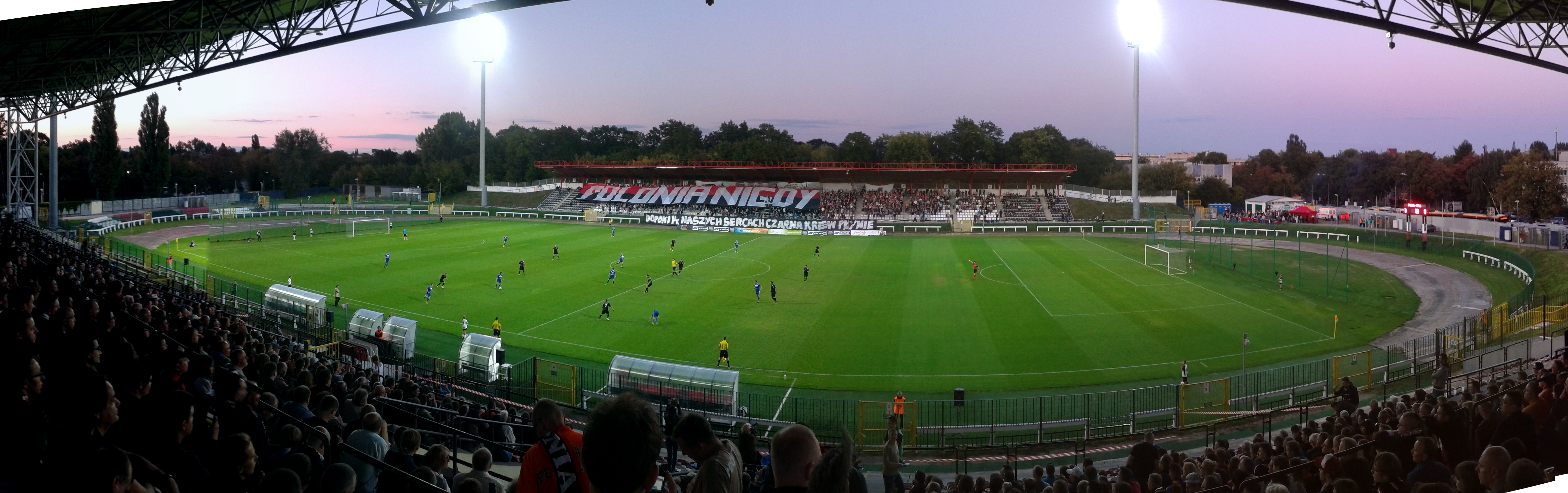
Imagen panorámica del Estadio Municipal General Kazimierz Sosnkowski.

## Palmarés

### Torneos nacionales
- Ekstraklasa (2): 1946, 2000
- Copa de Polonia (2): 1952, 2001
- Supercopa de Polonia (1): 2000
- Copa de la liga de Polonia (1): 2000

## Participación en competiciones de la UEFA
| Temporada | Torneo                | Ronda              | Club                | Resultado |
| --------- | --------------------- | ------------------ | ------------------- | --------- |
| 1997      | UEFA Intertoto Cup    | Fase de grupos     | AaB                 | 0–2       |
| 1997      | UEFA Intertoto Cup    | Fase de grupos     | Dinamo-93 Minsk     | 1–4       |
| 1997      | UEFA Intertoto Cup    | Fase de grupos     | Heerenveen          | 0–0       |
| 1997      | UEFA Intertoto Cup    | Fase de grupos     | Duisburg            | 0–0       |
| 1998–99   | UEFA Cup              | 1.ª Clasificatoria | Tallinna Sadam      | 2–0, 3–1  |
| 1998–99   | UEFA Cup              | 2.ª Clasificatoria | Dynamo Moscow       | 0–1, 0–1  |
| 1999      | UEFA Intertoto Cup    | 1                  | FC Tiligul Tiraspol | 4–0, 0–0  |
| 1999      | UEFA Intertoto Cup    | 2                  | Copenhagen          | 1-1, 3-0  |
| 1999      | UEFA Intertoto Cup    | 3                  | Vasas               | 2–0, 2–1  |
| 1999      | UEFA Intertoto Cup    | Semifinales        | Metz                | 1–5, 1–1  |
| 2000–01   | UEFA Champions League | 2.ª Clasificatoria | Dinamo Bucarest     | 4–3, 3–1  |
| 2000–01   | UEFA Champions League | 3.ª Clasificatoria | Panathinaikos       | 2–2, 1–2  |
| 2000–01   | UEFA Cup              | 1                  | Udinese             | 0–1, 0–2  |
| 2001–02   | UEFA Cup              | Clasificatoria     | The New Saints FC   | 4–0, 2–0  |
| 2001–02   | UEFA Cup              | 1                  | Twente              | 1–2, 0–2  |
| 2002–03   | UEFA Cup              | Clasificatoria     | Sliema Wanderers    | 3–1, 2–0  |
| 2002–03   | UEFA Cup              | 1                  | Porto               | 0–6, 2–0  |
| 2003      | UEFA Intertoto Cup    | 1                  | FC Tobol            | 0–3, 1–2  |
| 2009–10   | UEFA Europa League    | 1.ª Clasificatoria | Budućnost           | 2–0, 0–1  |
| 2009–10   | UEFA Europa League    | 2.ª Clasificatoria | Juvenes/Dogana      | 1–0, 4–0  |
| 2009–10   | UEFA Europa League    | 3.ª Clasificatoria | NAC Breda           | 0–1, 1–3  |

## Aficionados

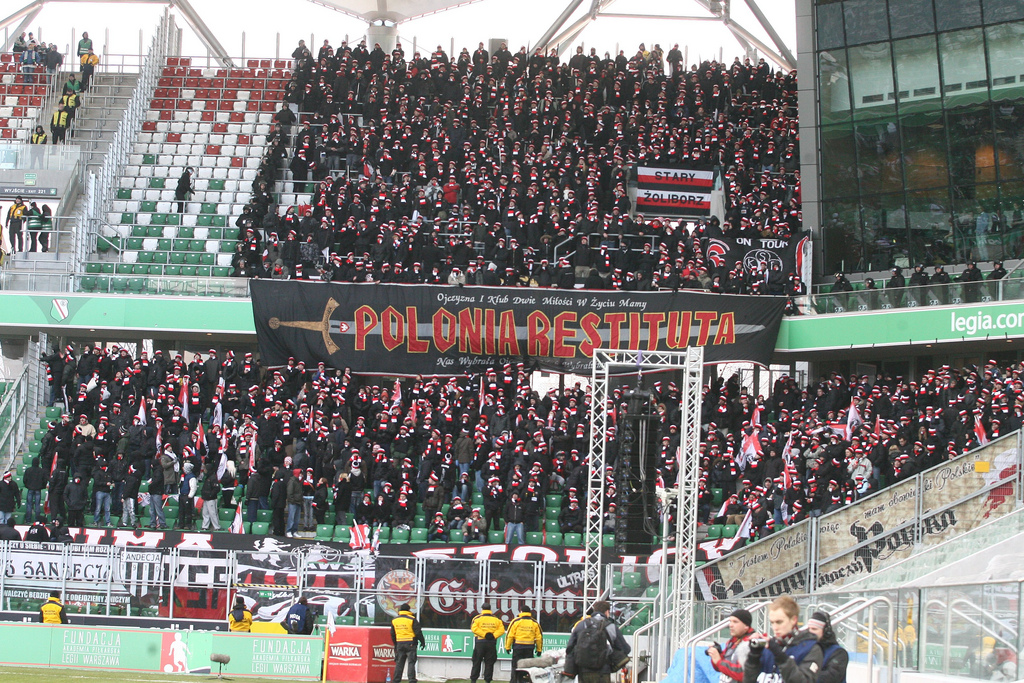
Imagen de los aficionados del Polonia en el estadio del Legia.

El Polonia Varsovia está muy vinculado a la historia de su país, y sus aficionados destacan por conservar esa tradición histórica del club. A pesar de que durante la época comunista se apoyaba en mayor medida al otro equipo de la ciudad, Legia Varsovia, por sus vinculaciones con el ejército, los aficionados polonistas han sabido conservar el espíritu patriótico de su equipo durante los largos años de gobierno socialista. Actualmente, es uno de los clubs polacos donde mayor diversidad de pensamiento se puede encontrar entre sus aficionados, fruto de su escaso interés por mezclar ideologías políticas con deporte.
Son numerosos los diferentes grupos de aficionados que hay, destacando "Duma Stolicy", "Warszawska Ferajna, "Czarne Koszule, "Polonia Warszawa", "Konwiktorska 6", "Młode Pokolenia" y "K6 on Tour". A su vez, los aficionados polonistas mantienen una gran relación con los aficionados del Cracovia Kraków, la más antigua del fútbol polaco, y también con los aficionados del Sandecja Nowy Sacz y del Ligallo Fondo Norte del Real Zaragoza.

### Jaguar Beata
En agosto de 2004, los aficionados del Polonia adoptaron a la jaguar negra llamada "Beata", que vive en el Zoo de Varsovia, y se la rebautizó como Beata Konwiktorska VI. Desde entonces, se ha convertido en un símbolo del club y sus aficionados, quienes se encargan de recoger fondos para su mantenimiento.

## Rivalidades
El Derbi de Varsovia, disputado contra el Legia de Varsovia, es uno de los más importantes de Polonia, junto al de Cracovia y el de Silesia. Aunque los clubes se crearon en 1911 (Polonia) y en 1922 (Legia Varsovia), el primer derbi no se disputó hasta el 10 de abril de 1927, y el resultado fue de empate 2 a 2. Desde entonces, han jugado 78 partidos, con 29 victorias por parte del Polonia, 29 del Legia y 20 empates.

## Jugadores

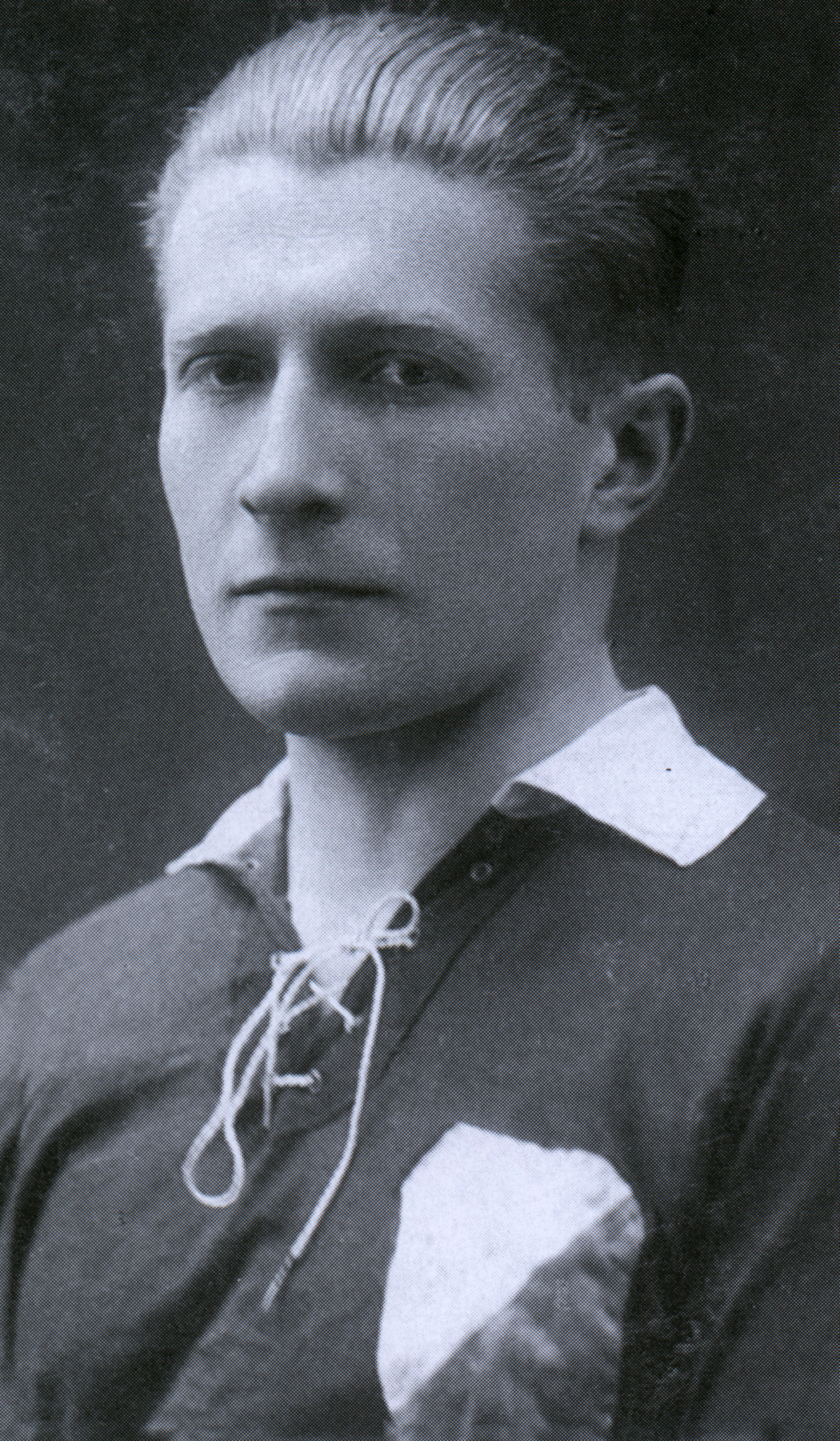
Tadeusz Gebethner, cofundador y futbolista del KS Polonia Varsovia.

### Jugadores destacados
- Annor Aziz
- Aviram Baruchyan
- Marcin Baszczyński
- Arkadiusz Bąk
- Bruno Coutinho
- Tomasz Brzyski
- Edgar Çani
- Marek Citko
- César Cortés
- Dariusz Dziekanowski
- José Isidoro Gómez Torres
- Andreu Guerao
- Branko Hucika
- Róbert Jež
- Tomasz Jodłowiec
- Paweł Kieszek
- Adam Kokoszka
- Antoni Łukasiewicz
- Radosław Majdan
- Adrian Mierzejewski
- Emmanuel Olisadebe
- Sebastian Przyrowski
- Maciej Sadlok
- Marcelo Sarvas
- Euzebiusz Smolarek
- Artur Sobiech
- Władysław Szczepaniak
- Piotr Świerczewski
- Łukasz Teodorczyk
- Aleksandar Todorovski
- Łukasz Trałka
- Paweł Wszołek
- Marcin Żewłakow
- Michał Żewłakow

## Entrenadores
| - Miroslaw Jablonski (1992–93) - Stefan Majewski (1994) - Miroslaw Jablonski (1994–95) - Stefan Majewski (1995–96) - Jerzy Engel (1995–96) - Mieczyslaw Broniszewski (1996–97) - Dariusz Wdowczyk (1998–00) - Albin Mikulski (2000–01) - Verner Lička (2001–02) - Janusz Bialek (2002) - Krzysztof Chrobak (2002–04) - Mieczyslaw Broniszewski (2004) - Marek Motyka (2004–05) - Dariusz Kubicki (2005) | - Jan Zurek (2006) - Andrzej Wisniewski (2006) - Jerzy Engel, jr. (2006) - Waldemar Fornalik (2006–07) - Dariusz Wdowczyk (2007–08) - Jerzy Kowalik (2008) - Jacek Zieliński (2008–09) - Jacek Grembocki (2009) - Dušan Radolský (2009) - Michal Libich (interino) (2009) - José Mari Bakero (2009–10) - Pawel Janas (2010) - Theo Bos (2011) - Jacek Zieliński (2011–12) | - Piotr Stokowiec (interino) (12) - Czesław Michniewicz (201212) - Piotr Stokowiec (2012–2013) - Piotr Dziewicki (2013–2014) - Piotr Szczechowicz (2014) - Dariusz Dźwigała (2014) - Marek Końko (2015) - Igor Gołaszewski (2015–2017) - Wojciech Szymanek (2017) - Krzysztof Chrobak (2017–2019) - Wojciech Szymanek (2020–2021) - Rafał Smalec (2021–) |